# Oktjabr'skaja-Kol'cevaja
Oktjabr'skaja (in russo Октябрьская?), che significa Stazione di Ottobre, è una stazione della Linea Kol'cevaja, la linea circolare della Metropolitana di Mosca. L'architetto, L.M. Poljakov, vinse un premio dell'Unione Sovietica per il design, che celebra la vittoria sovietica nella Grande Guerra Patriottica.
Formalmente conosciuta come Kalužskaja, la stazione rappresenta una piazza, con piloni in marmo bianco ed è decorata con griglie di ventilazione e gli oggetti in alluminio anodizzato sembrano raffigurare delle torce. Il soffitto è decorato con bassorilievi che commemorano la vittoria sovietica; le mura sono decorate con ceramica color crema.
L'ingresso di Oktjabr'skaja, situato sul lato ovest del Leninskij Prospekt, appena a sud dell'Anello dei giardini sulla piazza Kalužskaja (da qui il nome originale) era in origine una struttura provvisoria, ma negli anni ottanta vi fu costruito intorno l'Istituto Moscovita di Acciaio. La facciata dell'edificio è decorata con rilievi di due figure con trombe, un soldato e un civile, che annunciano la vittoria sovietica nella guerra. La stazione di Oktjabr'skaja aprì il 1º gennaio 1950.

## Interscambi
Da questa stazione è possibile il trasbordo verso la stazione Oktjabr'skaja della Linea Kalužsko-Rižskaja.